# 1046년

## 연호
- 북송(北宋) 경력(慶曆) 6년
- 요(遼) 중희(重熙) 15년
- 일본(日本) 간토쿠(寛徳) 3년 / 에이쇼(永承) 원년
- 서하(西夏) 천수예법연조(天授禮法延祚) 9년
- 리 왕조(李朝) 티엔깜타인부(天感聖武) 3년

## 기년
- 고려(高麗) 정종(靖宗) 12년
- 북송(北宋) 인종(仁宗) 24년
- 요(遼) 흥종(興宗) 16년
- 서하(西夏) 경종(景宗) 15년
- 리 왕조(李朝) 태종(太宗) 19년

## 사건
- 정종, 장자상속법 실시
- 정종의 동생 휘가 28세의 나이로 왕위에 오름. 고려 11대 국왕 문종.
- 문종, 문하시중 최충에게 명하여 율령(律令)·서산(書算)을 정리하게 함으로써 각종 법을 만드는 기반을 마련하였다. 장인인 이자연은 사심없이 그를 보필하였고, 이자연과 최충을 통해 문치 정책을 추진해 나간다.

## 사망
- 고려 10대 국왕 정종